# 블리즈컨
블리즈컨(영어: BlizzCon)은 블리자드 엔터테인먼트가 주요 게임들을 홍보하기 위해 반정기적으로 주최하는 컨벤션이다. 2005년 10월에 애너하임 컨벤션 센터에서 처음 열린 이후 계속 같은 장소에서 개최되고 있다. 컨벤션에서는 게임 관련 발표, 개발중인 신작과 게임 컨텐츠 미리보기, 블리자드 개발자와의 문답시간 등이 포함되어 있으며 다양한 블리자드 게임들을 체험할 수 있다. 폐막식에서는 오프스프링, 터네이셔스 D, 푸 파이터스, 오지 오스본, 블링크-182, 메탈리카가 출연하여 공연을 펼치기도 하였다.
참석자들에게는 게임 내에서 컨텐츠 리딤코드와 피규어 등 여러 블리자드 관련 물품이 포함된 '스웨그 백'이 선물로 주어진다. 2005년 블리즈컨에서는 《월드 오브 워크래프트》 내에서 아기 멀록 펫 '머키'를 사용할 수 있는 코드가 포함되었다. 또한 2005년 《월드 오브 워크래프트: 불타는 성전》, 2007년 《월드 오브 워크래프트: 리치 왕의 분노》, 2008년 《스타크래프트 II: 자유의 날개》 2010년 《디아블로 III》 등 출시 예정인 블리자드 게임의 클로즈 베타테스트 초대권도 주어진다.
비슷한 행사로는 미국이 아닌 국가에서 열리는 블리자드 월드와이드 인비테이셔널이 있으나 2008년 이후로는 개최되지 않고 있다.

## 가격
양일 모두 참가할 수 있는 첫 행사의 입장료는 1장당 $ 125로 책정되었다. 2007년와 2008년에는 $ 100로 인하되었으며 2009년에는 $ 125로 인상되었다. 2010년에는 $ 150로 인상되었고 2011년에는 $ 175로 인상되었다.

## 역대 행사
| 연도 | 날짜                                                    | 참가 인원                                               | 개막식 주요 발표                                                                                | 베타키 제공                                             | 월드 오브 워크래프트 아이템                             | 스타크래프트 II 아이템                                  | 디아블로 III 아이템                                     | 하스스톤: 워크래프트의 영웅들 아이템                    | 히어로즈 오브 더 스톰 아이템                            | 시연작 | 폐막 공연               |
| ---- | ------------------------------------------------------- | ------------------------------------------------------- | ----------------------------------------------------------------------------------------------- | ------------------------------------------------------- | ------------------------------------------------------- | ------------------------------------------------------- | ------------------------------------------------------- | ------------------------------------------------------- | ------------------------------------------------------- | --- | ----------------------- |
| 2005 | 10월 28일 ~ 29일                                        | 8,000                                                   | 《월드 오브 워크래프트: 불타는 성전》                                                           | 《불타는 성전》                                         | 멀록 애완동물 '머키'                                    | 빈칸                                                    | 빈칸                                                    | 빈칸                                                    | 빈칸                                                    | 《스타크래프트: 고스트》 《불타는 성전》 | 오프스프링              |
| 2007 | 8월 3일 ~ 4일                                           | 13,000                                                  | 《월드 오브 워크래프트: 리치 왕의 분노》                                                        | 《리치 왕의 분노》                                      | 멀록 수트                                               | 빈칸                                                    | 빈칸                                                    | 빈칸                                                    | 빈칸                                                    | 《스타크래프트 II》 《리치 왕의 분노》 | 비디오 게임 라이브      |
| 2008 | 10월 10일 ~ 12일                                        | 15,000                                                  | 《디아블로 III》 마법사 직업                                                                    | 《스타크래프트 II》                                     | 북극곰을 탄 멀록                                        | 빈칸                                                    | 빈칸                                                    | 빈칸                                                    | 빈칸                                                    | 《리치 왕의 분노》 《스타크래프트 II》 《디아블로 III》 | 80레벨 정예 타우렌 족장 |
| 2009 | 8월 21일 ~ 22일                                         | 20,000                                                  | 《월드 오브 워크래프트: 대격변》 《디아블로 III》 수도사 직업                                   |                                                         | 마린 멀록 애완동물 '그런티'                             | 빈칸                                                    | 빈칸                                                    | 빈칸                                                    | 빈칸                                                    | 《월드 오브 워크래프트: 대격변》 《스타크래프트 II》 《디아블로 III》 | 오지 오스본             |
| 2010 | 10월 22일 ~ 23일                                        | 27,000                                                  | 《디아블로 III》 악마 사냥꾼 직업 《디아블로 III》 투기장 PVP                                   |                                                         | 데스윙분장 멀록 애완동물 '데시'                         | 멀록 해병 초상화와 심해 문양                            | 빈칸                                                    | 빈칸                                                    | 빈칸                                                    | 《대격변》 《스타크래프트 II》 《디아블로 III》 | 터네이셔스 D            |
| 2011 | 10월 21일 ~ 22일                                        | 26,000                                                  | 《판다리아의 안개》                                                                             |                                                         | 디아블로 모습의 멀록 애완동물 '머카블로'                | 판테란 해병 초상화와 분노의 털주먹 문양                 | 빈칸                                                    | 빈칸                                                    | 빈칸                                                    | 《판다리아의 안개》 《스타크래프트 II: 군단의 심장》 《디아블로 III》 | 푸 파이터스             |
| 2012 | 개최하지 않았으며 월드 챔피언쉽 시리즈로 대체 행사 개최 | 개최하지 않았으며 월드 챔피언쉽 시리즈로 대체 행사 개최 | 개최하지 않았으며 월드 챔피언쉽 시리즈로 대체 행사 개최                                         | 개최하지 않았으며 월드 챔피언쉽 시리즈로 대체 행사 개최 | 개최하지 않았으며 월드 챔피언쉽 시리즈로 대체 행사 개최 | 개최하지 않았으며 월드 챔피언쉽 시리즈로 대체 행사 개최 | 개최하지 않았으며 월드 챔피언쉽 시리즈로 대체 행사 개최 | 개최하지 않았으며 월드 챔피언쉽 시리즈로 대체 행사 개최 | 개최하지 않았으며 월드 챔피언쉽 시리즈로 대체 행사 개최 | 개최하지 않았으며 월드 챔피언쉽 시리즈로 대체 행사 개최 |                         |
| 2013 | 11월 8일 ~ 9일                                          | 26,000                                                  | 《월드 오브 워크래프트: 드레노어의 전쟁군주》                                                   | 빈칸                                                    | 멀록 성전사 '머칼롯'                                    | 테란 누더기 초상화와 누더기의 갈고리 문양               | 죽음의 징표 깃발                                        | 정예 타우렌 족장 황금 카드                              | 빈칸                                                    | 《디아블로 III: 영혼을 거두는 자》 《하스스톤: 워크래프트의 영웅들》 《히어로즈 오브 더 스톰》 《스타크래프트 II: 군단의 심장》 《월드 오브 워크래프트: 드레노어의 전쟁군주》              | 블링크-182              |
| 2014 | 11월 7일 ~ 8일                                          | 26,000                                                  | 《오버워치》 《하스스톤 고블린 대 노움 확장팩》 《스타크래프트 II: 공허의 유산》                | 빈칸                                                    | 멀록 그롬 헬스크림 '그롬록'                             | 초상화와 문양                                           | 드레노어의 전쟁군주 무기 형상변환                       | 블리즈컨 2014 카드 뒷면                                 | 불가사의한 시공의 폭풍 싸움꾼 초상화, 시공의 폭풍 군마  | 《디아블로 III: 영혼을 거두는 자》 《하스스톤: 워크래프트의 영웅들》 《히어로즈 오브 더 스톰》 《스타크래프트 II: 공허의 유산》 《월드 오브 워크래프트: 드레노어의 전쟁군주》 《오버워치》 | 메탈리카                |
| 2015 | 11월 6-7일                                              |                                                         | 《스타크래프트 II: 공허의 유산》 《워크래프트 : 전쟁의 서막》 《월드 오브 워크래프트: 군단》 등 |                                                         | 멀록 애완동물 '머키단'                                  | 젤나가와 아둔의 창 초상화                               | 블리즈컨 깃발, 머코블린 애완동물, 머코블린 초상화       | 블리즈컨 2015 카드 뒷면                                 | 시공의 전투 야수 탈것                                   | | 린킨 파크               |

|2016
|11월 5-4일
|제 1회 2016 오버워치 월드컵
|2017
11월 2일-3일
|제 2회 2017 오버워치 월드컵
|2018
제 3회 2018 오버워치 월드컵(예정)

### 블리즈컨 2015
2015년 3월 13일, 블리자드 엔터테인먼트는 2015년 11월 6일과 7일 캘리포니아 애너하임의 애너하임 컨벤션 센터에서 블리즈컨 2015를 개최한다고 발표하였다. 입장권은 2015년 4월 15일과 4월 18일 2회에 걸쳐 $199에 판매되었다. 블리자드는 블리즈컨 2015의 모든 행사를 실시간 시청 가능한 가상 입장권도 판매하는데 이번에는 처음으로 가상 입장권 구매자들도 직접 블리즈컨을 방문한 사람들만 받을 수 있는 선물 꾸러미를 추가적으로 구매할 수 있다.

## 월드 챔피언십 시리즈
2012년에는 블리즈컨 2012 대신 대체 행사인 월드 챔피언쉽 시리즈 라는 세계 규모 게임 대회를 개최했다. 이 대회에는 블리자드의 제작 게임인 스타크래프트 II와 월드 오브 워크래프트로 진행되었다.
스타크래프트 II 부문에서는 원이삭이 우승, 장현우가 준우승, 정윤종이 3위를 차지했다.